# Костянтинова Світлана
Світлана Костянтинова (нар. 6 січня 1975) — українська ковзанярка. Вона брала участь у двох змаганнях на зимових Олімпійських іграх 1998 року.